# 丁宝兰
丁宝兰（1917年2月6日—1988年），字心言，笔名包兰，女，原籍江苏丹阳，生于广东广州，中国哲学家，曾任中国哲学史学会理事。